# Michał Garapich
Michał Garapich (12. března 1850 Lvov – 28. února 1917 Krakov) byl rakouský politik polské národnosti z Haliče, na počátku 20. století poslanec Říšské rady.

## Biografie
Vzdělání získal u jezuitů v Tarnopolu. Vystudoval gymnázium svaté Anny v Krakově. Navštěvoval Jagellonskou univerzitu a Lvovskou univerzitu a také rolnickou akademii v hornoslezském Pruszkówě. Od roku 1875 spravoval své statky. Politicky byl orientován jako konzervativní katolík (tzv. Podolacy). Byl ředitelem krakovské vzájemné pojišťovny.
Byl šlechtického původu. V letech 1901–1914 zasedal jako poslanec Haličského zemského sněmu.
Byl i poslancem Říšské rady (celostátního parlamentu Předlitavska), kam usedl po volbách do Říšské rady roku 1897 za kurii velkostatkářskou v Haliči. Mandát obhájil ve volbách do Říšské rady roku 1901. Rezignace byla oznámena na schůzi 30. ledna 1906. Ve volebním období 1897–1901 se uvádí jako rytíř Michael Garapich, statkář, bytem Cebriv.
Ve volbách roku 1897 je uváděn jako oficiální polský kandidát, tedy kandidát Polského klubu. Za Polský klub kandidoval i ve volbách roku 1901.
Zemřel v únoru 1917.